# 東洋建設
東洋建設株式会社（とうようけんせつ）は、本店を大阪市中央区に、本社を東京都千代田区に置く総合建設会社。東証プライム上場、JPX日経中小型株指数の構成銘柄の一つ。三水会 とその後身社長会である水曜会およびみどり会のメンバー会社で三和グループに属している。インフロニア・ホールディングスの持分法適用会社。
海洋土木大手（マリコン）で、陸上・建築・海外へ展開。
また、経済産業省によって2020、2021年度に健康経営優良法人に、2022、2023、2024年度に健康経営優良法人（ブライト500）に認定されている。

## 会社概要

### 事業所
- 本社所在地：東京都千代田区神田神保町一丁目105番地 神保町三井ビルディング10・11階
- 本店所在地：大阪府大阪市中央区高麗橋四丁目1番1号
- 支店：北海道（札幌）、東北（仙台）、関東（東京）、関東建築（東京）、横浜、北陸（金沢）、名古屋、中国（広島）、四国（高松）、九州（福岡）、国際（東京）
- 海外営業所／ マニラ、ハノイ、ジャカルタ　出張所／プノンペン、ヤンゴン
- 研究所：鳴尾（西宮市）、美浦（茨城県）

### 許可番号
- 建設業者許可番号：国土交通大臣許可（特-24）第2405号
- 一級建築士事務所登録：東京都知事登録第015842号／大阪府知事登録（ホ）第11580号
- 宅地建物取引業者免許：国土交通大臣免許(13)第1385号
- 建設コンサルタント登録：建15第1570号
- 測量業登録：第（10）3127号
- 地質調査業登録：質16第2204号

## 沿革
- 1929年（昭和4年）7月3日 - 西宮市鳴尾地先を埋立て、工業港を建設することを目的として、南満州鉄道と山下汽船の共同出資により、阪神築港株式会社を設立。
- 1935年（昭和10年） - 本店を大阪市に移転。
- 1961年（昭和36年）- 株式を東京証券取引市場　第二部へ上場。
- 1964年（昭和39年）- 東洋建設株式会社に商号変更。
- 1964年（昭和39年） - 東京証券取引市場　第一部へ指定替。
- 1970年（昭和45年） - 日立造船臨海工事を吸収合併。
- 1972年（昭和47年） - 海外に進出（シンガポール営業所）。翌年にはマニラ営業所を設置。
- 1976年（昭和51年） - 東京本社開設（千代田区）。建築部門拡充。
- 1987年（昭和62年） - 現行の社章制定。
- 1992年（平成4年） - 総合技術研究所設置。
- 1999年（平成11年） - ISO 9001を全社認証取得完了。
- 2001年（平成13年） - ISO 14001を全社認証取得完了。
- 2007年（平成19年） - 東京本社を江東区に移転。
- 2019年（平成31年） - 本社を千代田区に移転。
- 2025年（令和7年）8月8日 - 大成建設が株式公開買付け(TOB)などで東洋建設の全株式を取得すると発表。TOBは同月12日から9月24日までに行われ、総額は1600億円。TOB完了後東洋建設は上場廃止となり、大成建設の完全子会社となる予定[8][9]。

## 主な施工物件

### 官公庁施設
- 紀の川市新庁舎
- 古河市福祉の森総合会館
- 府警総合訓練施設
- 春日部合同庁舎
- 長良川サービスセンター
- 函館税務署
- 東京税関コンテナ検査センター
- ながしま遊館[10]

### 港湾・漁港周辺施設
- 東京国際空港庁舎
- 関西国際空港立体駐車場・空港駅
- 南港国際フェリーターミナル
- 神戸税関Ｘ線検査場
- 羅臼漁港換気塔

### 工場施設
- 蓮田白岡処理場
- 淡路クリーンセンター
- ヒダン船橋工場
- 大牟田・荒尾ゴミ処理施設
- 武蔵野フーズカムス第二工場
- 鳴門ごみ焼却場

### 店舗・商業施設
- ハーバーランド情報文化ビル
- タイムズスクエアビル本館
- イオン栗原ショッピングセンター
- イオン泉大沢ショッピングセンター
- イオン名取ショッピングセンター